# الآشوريون والسريان والكلدان في تركيا
الآشوريون والسريان والكلدان في تركيا يعيش في تركيا الآشوريون والسريان والكلدان (بالتركية: Türkiye Süryanileri) منذ العصور القديمة، ويبلغ عددهم في الجمهورية التركية حوالي 50,000 نسمة. وقد تناقضت بأكثر من النصف بسبب المذابح الآشورية على يد قوات نظامية تابعة للدولة العثمانية عشية الحرب العالمية الأولى. وشهد النصف الثاني من القرن العشرين هجرة العديد منهم إلى دول أوروبا وأمريكا،
يدين أغلب الآشوريين في الديانة المسيحية على مذهب السريانيّة الأرثوذكسية، ويقطنون، تبعاً لذلك، في مناطق قريبة من الحدود السورية ولا سيما في ماردين، ونصيبين ومديات وسافور وقيلليت وايديل وديار بكر. وتعتبر طور عابدين المهد الثقافي والروحي والديني للسريان.

## تاريخ

### الدولة العثمانية

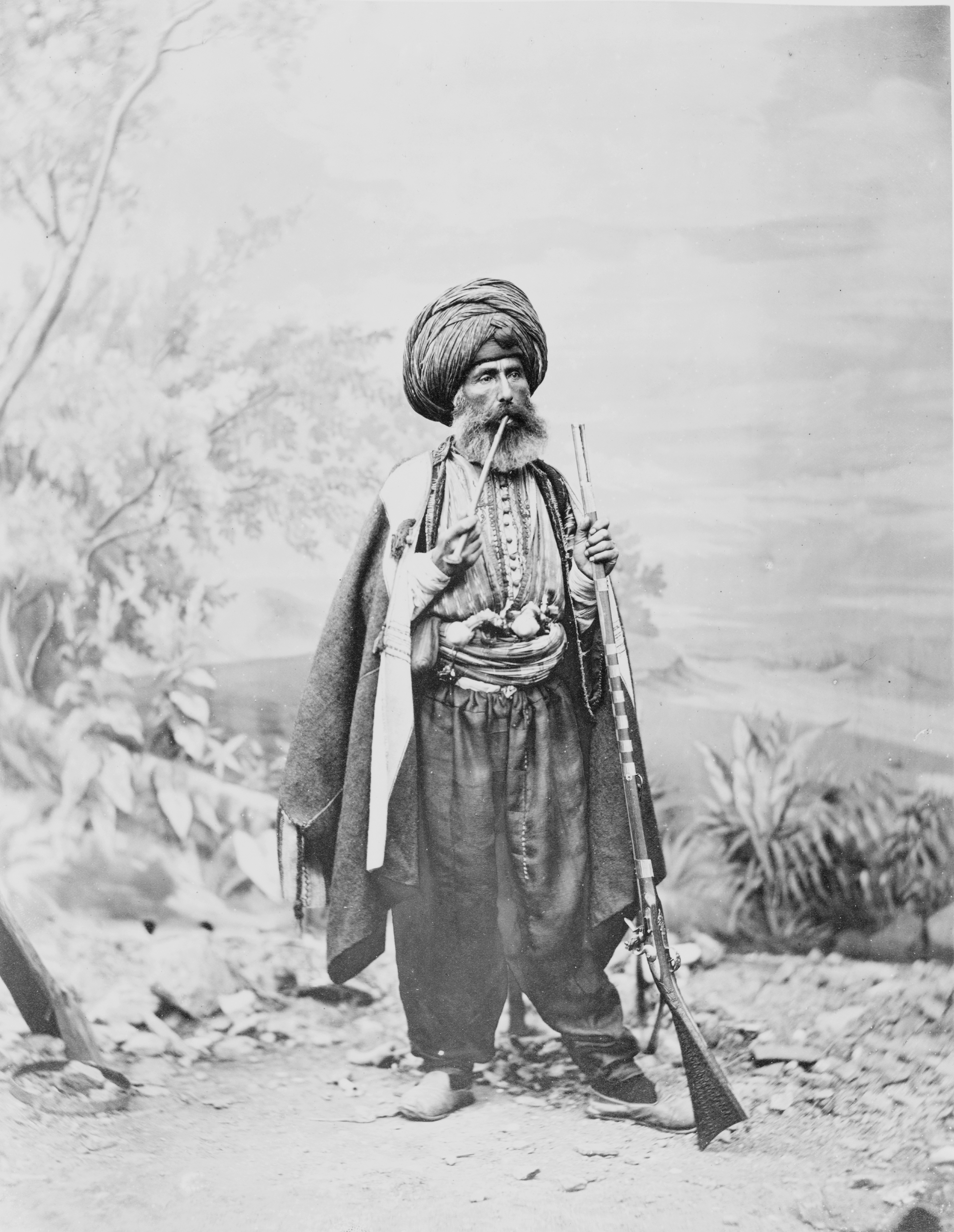
رجل كلداني بملابس عثمانية تقليدية. 1869.

بعد سقوط الدولة العباسية سيطر المنغول على المنطقة وكان حكام الخانات على العموم متسامحين مع المسيحيين وذلك لكون زوجاتهم مسيحيات. غير أن الوضع اختلف بمجيء تيمور لنك، حيث قام الأخير بعدة حملات استهدفت المسيحيين في بلاد فارس وبلاد ووسط العراق فقتل العديدون واعتنق آخرون الإسلام ما أدى إلى انقراض المسيحية السريانية في تلك المناطق، وانتقلت أعداد أخرى منهم من المراكز الحضرية إلى البلدات والقرى النائية في سهل نينوى وجبال أورميا وحكاري وطور عابدين. كما أدت سيطرة قبائل تركية كالخروف الأسود والخروف الأبيض على شمالي بلاد الرافدين وإقامة عدة إمارات بالموصل وماردين إلى تأخر تلك المناطق وانعدام الأمن بها.
وبحلول القرن السادس عشر أتم العثمانيون سيطرتهم على المنطقة وبالرغم من عدم الأعتراف بكنيسة المشرق والكنيسة السريانية الأرثوذكسية كملل رسمية إلا أنهم غالبا ما مثلوا في الباب العالي عن طريق الأرمن الذين حازوا على هذا الحق. واستمر هذا الوضع حتى أواخر القرن التاسع عشر عندما تم الاعتراف بكل من الكنيسة الكلدانية والسريان الأرثوذكس كملل رسمية.
أدت الخلافات على وراثة كرسي بطركية كنيسة المشرق إلى انفصال الراهب يوحنا سولاقا من كنيسة المشرق سنة 1552 بدعم من اتصالاته بالكاثوليك البرتغاليين في الهند وتبعه عدد كبير من الرهبان فكون كنيسة جديدة أطلق عليها بابا روما تسمية الكنيسة الكلدانية الكاثوليكية لتفريقها من كنيسة المشرق. أدى هذا الانقسام إلى انتشار المذهب الكلداني بين سكان المدن في الموصل وسعرت وآمد وسبسطية وغيرها، بينما اقتصر وجود كنيسة المشرق على المناطق الجبلية في حكاري وأورميا وارتبط لقب البطريركية فيها بعائلة شيمون منذ القرن الثامن عشر وحتى أنتخاب مار دنخا الرابع خنانيا سنة 1976. كما أدى نشاط اليسوعيون بين السريان الغربيين إلى تحويل عدد منهم إلى الكاثوليكية خلال القرن الثامن عشر فانشقت بذلك الكنيسة السريانية الكاثوليكية عن الكنيسة السريانية الأرثوذكسية وأصبح ميخائيل الثالث جروة أول بطريرك لها سنة 1783 وانتقل إلى لبنان حيث أسس دير الشرفة الذي أصبح مركزا له.
تمتع آشوريو المناطق الجبلية في حكاري بجنوب شرق تركيا حاليا بحكم شبه مستقل بقيادة بطاركتهم المنحدرين من عائلة شمعون. وغالبا ما تبعوا اسميا الإمارات الكردية أو الدولة العثمانية. غير أن الكلدان والسريان الذين قطنوا سهل نينوى وطور عبدي كانوا عرضة لهجمات عديدة من قبل الأمراء الأكراد. ولعل أخطر تلك الهجمات حدثت عند انشغال العثمانيين بمحاربة محمد علي في سوريا فقام أمير سوران محمد الراوندوزي بمهاجمة ولاية الموصل فلم يستطع واليها مقارعته فتمكن من ضم عقرة والعمادية إلى إمارته وقتل سكانها المسيحيين، كما هاجم قرى شمال سهل نينوى كألقوش وتلكيف وتللسقف وغيرها سنة 1828. وبعد أن قضى على إمارة اليزيديين في سنجار هاجم قرى طور عابدين سنة 1834 ودمر العديد منها، غير أن العثمانيون سرعان ما اسقطوا هذه الإمارة بعد أن بدأت تهدد المدن الكبرى كالموصل وحلب.
كما تكرر الأمر سنة 1843 عندما هاجم بدر خان أمير بهدان قرى الآشوريين في حكاري وبرواري بعد أن رفضوا دعمه في الهجوم على العمادية وقام بمذابح ذهب ضحيتها عشرات الآلاف ولم تتدخل الدولة العثمانية إلا بعد إلحاح من بريطانيا وفرنسا. وكانت منطقة طور عابدين من المعاقل الرئيسية للطوائف المسيحية السريانية وكانت مدينة مديات عاصمة هذا الإقليم، من حيث الحجم والتواجد السرياني. وتمركزت في عاصمة السلطنة العثمانية جماعات مسيحية كبيرة منها اليونانيين الذين شكلوا نسبة 31% سنة 1919.

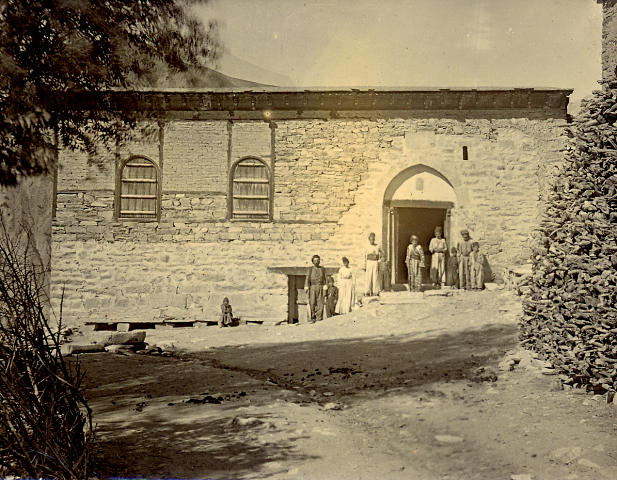
مقر بطريرك كنيسة المشرق الآشورية في بلدة قدشانس عام 1904.

اعتبرت منطقة هكاري من أكثر المناطق وعورة في الدولة العثمانية وكانت تمتد من دهوك جنوباً حتى وان شمالا، وتمتعت بحكم ذاتي بحكم وعورتها وصعوبة اجتياحها من قبل جيوش نظامية. كان معظم سكانها من أتباع كنيسة المشرق الآشورية، واتصف سكانها بنزعة عشائرية وكان يقود كل عشيرة شخص يدعى «مالك» وهؤلاء بدورهم يدينون بالولاء لزعيمهم الروحي بطريرك كنيسة المشرق الذي ينحدر من عائلة شمعون والذي كان يتخذ من «كنيسة مار شليطا» ببلدة قدشانس بجنوب تركيا مركزا له. وأثار نشاط الإرساليات البروتستانية في المنطقة في اربعينات القرن التاسع عشر ريبة القبائل الكردية فشهدت مناطق سهل نينوى وبرواري سلسة من المجازر بقيادة أمير إمارة بوهتان الكردية بدر خان أدت لمقتل عشرات الآلاف من المسيحيين وتدمير العديد من القرى في مناطق العشائر الآشورية. أدى ضغط القوة الغربية من أجل وقف المذابح إلى تدخل الباب العالي على مضض فسقطت فبذلك آخر الإمارات الكردية. تلقى مار شمعون الحادي والعشرون بنيامين الزعيم الروحي لكنيسة المشرق الآشورية وبطريركها وعودا قبيل دخول الدولة العثمانية إلى الحرب العالمية الأولى بفتح مدارس وتطوير مناطق تركز الآشوريين في حكاري في حالة موافقته على الوقوف حيادا في أي حرب مستقبلية ضد روسيا. وفعلاً لم ينضم الآشوريون إلى الروس والثوار الأرمن خلال بدء العمليات العسكرية خريف 1914، حتى أن بطريرك كنيسة المشرق أرسل رسائل إلى رعاياه طلب فيها منهم الولاء لحكامهم المحليين العثمانين وعدم مجابهة الميليشيات التابعة لها. وبفشل الهجوم الأول للعثمانيين في جبهة القوقاز باتجاه باطومي، قرر هؤلاء أن الطريقة الوحيدة في تحقيق انتصارات في تلك الجبهة تكمن في تغيير الواقع الديمغرافي في المرتفعات الأرمنية وذلك بإبادة وترحيل سكانها الأرمن.
غير أن عمليات التصفية لم تشمل الأرمن فحسب ففي 12 تشرين الثاني 1914 أعلن السلطان محمد الخامس العثماني الجهاد على «أعداء الإسلام»، وصادق شيخ الإسلام العثماني على هذه الدعوة بإعلان فتوة الجهاد في 14 نوفمبر.
عشية الحرب العالمية الثانية كانت طور عبدين أهم مراكز تجمع السريان الأرثوذكس كما شهدت تحول البعض منهم إلى الكثلكة فانتشر السريان الكاثوليك كذلك وخصوصا في ماردين. بعكس آشوريي حكاري، لم يكن للسريان في طور عابدين نزعات استقلالية غير أن ما أقلق السلطات العثمانية هو الفرق الكبير في مستويات التعليم بين مسيحيي تلك المناطق ومسلميها ما حذا بالعثمانيين إلى إصدار قرارات تقضي بإغلاق المدارس المسيحية ما لم تكن مفتوحة بفرمان رسمي. وصل المطاف بالسلطات العثمانية في سنة 1884 إلى إصدار قانون يقضي بكون الباب العالي هو من يقرر فتح مدارس في المناطق من عدمها. وتعرضت ولاية ديار بكر بأكملها إلى سلسلة من المجازر سنة 1895 قلصت عدد مسيحييها. وبلغ عدد سكان سنجق ماردين قبيل بداية الحرب العالمية الأولى حوالي 200,000، شكل المسيحيون حوالي خمسي عدد سكانه. كما أصبحت نسبة الأكراد حوالي 50% من عدد سكان طور عابدين البالغ حوالي 45,000.

### التاريخ الحديث

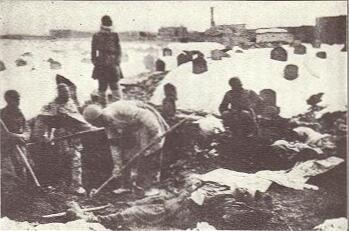
آشوريين يدفنون قتلاهم أثناء نزوحهم من أورميا نحو العراق، 1918.

بحلول أواخر القرن التاسع عشر انفصلت معظم المناطق التابعة للعثمانيين في أوروبا وبدأت المشاعر القومية بالتغلغل بين أبناء القوميات الأخرى كالعرب والأرمن والآشوريين/السريان/الكلدان فحاول العثمانيون أتباع سياسة التتريك كرد فعل وعومل مواطنوها المسيحيون خاصة بريبة على أساس قربهم الديني من أوروبا، فحدثت عدة مجازر استهدفت المسيحيين في الفترة 1894-1896 عرفت بالمجازر الحميدية، تركت أثرها على السريان خلال مجازر ديار بكر في تلك الولاية التي شكلوا معظم مسيحييها. حصلت مذابح بدر خان من قبل القوات الكردية والعثمانيَّة ضد المسيحيين الآشوريين من سكان الدولة العثمانية بين عام 1843 وعام 1847، مما أدى إلى ذبح أكثر من 10,000 من السكان الأصليين الآشوريين المدنيين من منطقة هكاري وبيع الآلاف منهم في سوق النخاسة. وكانت المذابح قد استهدفت في بدايةً الأرمن بتحريض من بعض رجالات الدولة والدين العثمانيين بحجة رغبتهم بتفكيك الدولة، غير أنها سرعان ما اتخذت منحًا معادي للمسيحيين بشكل عام بانتقالها إلى ولاية ديار بكر وريفها ومناطق طور عابدين التي شكل السريان أغلب مسيحيها.

#### سيفو وسميل
بقيام الحرب العالمية الأولى وتحالف بعض الأرمن مع الروس ضد الدولة العثمانية قرر قادتها تغيير ديمغرافية شرق الأناضول بترحيل وقتل سكانها المسيحيون. وابتداء من ربيع 1915 هوجمت قرى حكاري من قبل العشائر الكردية المتحالفة مع العثمانيين فقتل الآلاف ونزح الباقون إلى أورميا الواقعة تحت النفوذ الروسي حينها، كما قام العثمانيون بمهاجمة قرى ومدن ولاية ديار بكر وخاصة سعرت وآمد فقتل معظم السريان والكلدان بها. وفي خريف 1915 تمت مهاجمة قرى طور عابدين وقتل وتهجير السريان بها. وبعد قيام الثورة البلشفية وانسحاب روسيا من الحرب هاجم العثمانيون والأكراد قرى أورميا في إيران حاليا فنزح آشورييها إلى العراق وقتل من قرر البقاء فيها.

### بعد الحرب العالمية الثانية

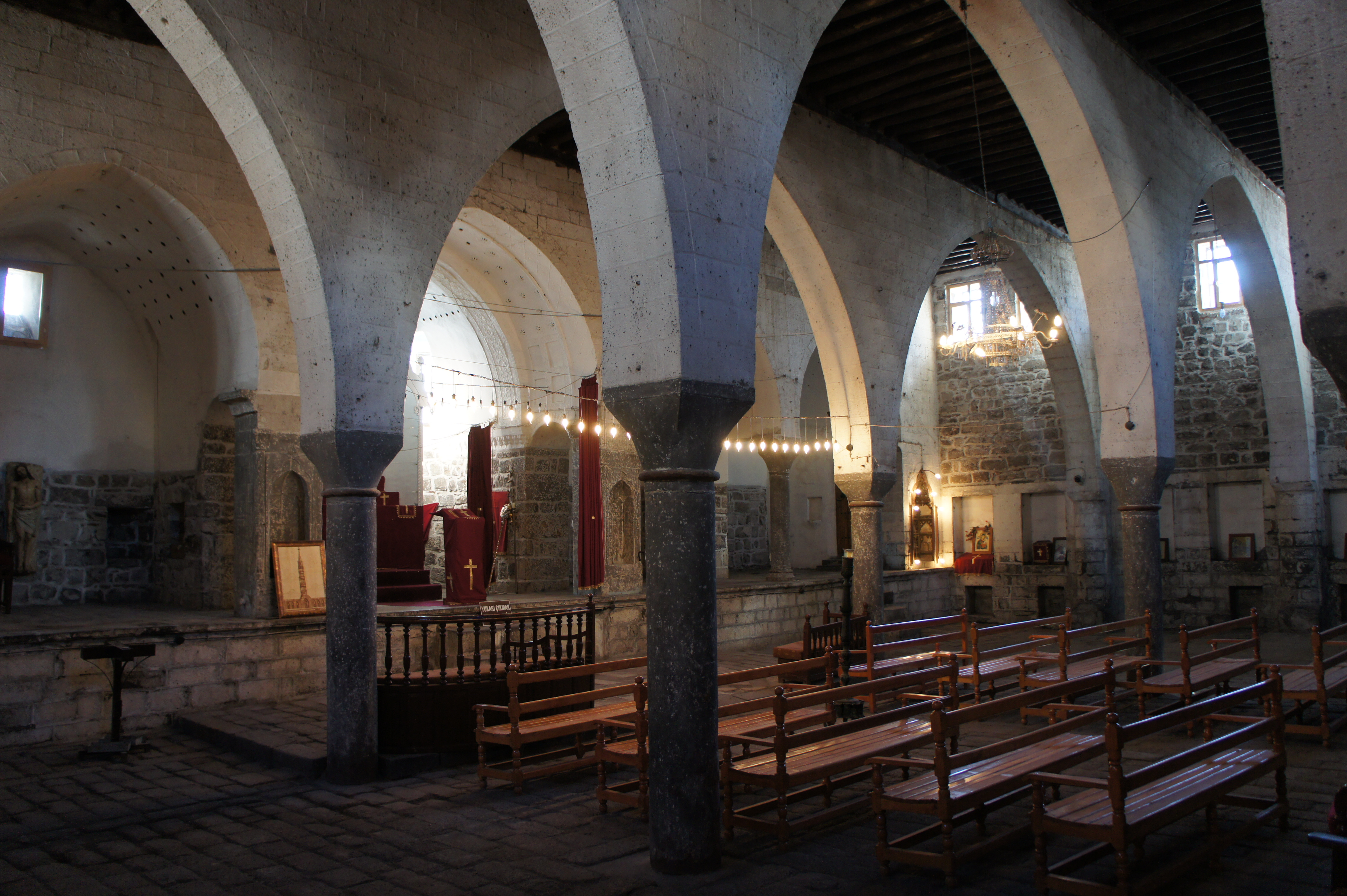
كنيسة القديس أنطونيوس الكلدانيَّة في مدينة ديار بكر التركية.

خلال سنوات التسعين عقب المواجهات بين الجيش التركي والأكراد هاجر الآلاف من المسيحيين من منطقة طور عبدين وهي معقل تاريخي للكنيسة السريانية الأرثوذكسية، حيث تمركزت بطريركيتها إلى أن ارتفعت حدة التوترات مع الجمهورية التركية، ما دفعها إلى الانتقال إلى سوريا عام 1933. كان عدد سكان هذه المنطقة نحو 200,000 مسيحي، وفقاً للاتحاد الأوروبي للسريانية، وهي منظمة في الشتات. ونجا نحو 50,000 شخص من مذابح المسيحيين في الاناضول خلال الحرب العالمية الأولى، حيث لقي الشعب السرياني والأرمن المصير ذاته. أما اليوم، لم يبق في طور عبدين سوى 4,500 مسيحي سرياني، من الذين يتكلمون اللهجة المحلية من اللغة الآرامية، فضلاً عن العربية والتركية والكردية. ويتمركز اليوم نحو 80 ألف سرياني من الذي كان يعيشون في طور عبدين في ألمانيا، إضافة إلى 60 ألف في السويد، و10 آلاف في كل من بلجيكا وسويسرا وهولندا، وفقاً لتقديرات الاتحاد السرياني الأوروبي. وتشير التقارير إلى أن عودة المسيحيون السريانُ من أوروبا إلى طور عبدين، هي لأسباب روحية وليست لأسباب اقتصادية. كما أدت الحرب الأهلية السورية إلى تدفق أعداد كبيرة للاجئين من سوريا إلى تركيا، وكان من ضمهم أعداد من المسيحيين السريان والآشوريين، حيث بالنسبة لكثير من السريان والآشوريين السوريين يمثل ذلك رحلة عودة لهجرة أجدادهم من تركيا قبل نحو قرن عشية مذابح سيفو، وعزز اللاجئون السريان والآشوريين السوريين وجود الطائفة السريانية في تركيا.

خريطة لِطور عابدين تظهر فيها القُرى السريانية الرئيسيَّة والأديرة العاملة (الداكنة) والمهجهورة (الباهتة)..

تتراوح أعداد السريان في تركيا بين 28,000 إلى 50,000 نسمة، وهم أقلية غير معترف فيها ويدين أغلبهم بالأرثوذكسية السريانية إلى جانب أقلية تتبع الكنيسة السريانية الكاثوليكية وكنيسة المشرق الآشورية، ويقطنون، تبعاً لذلك، في مناطق قريبة من الحدود السورية ولا سيما في ماردين ونصيبين ومديات وسافور وقيلليت وايديل وديار بكر. غير أن معظمهم هاجر إلى إسطنبول، حيث يقدر عدد القاطنين منهم فيها حوالى 20 ألفًا. كما أن أعداداً كبيرة منهم غادرت إلى أوروبا. ويتحدث السريان الأتراك اللغة السريانية، ولهجات أخرى مشتقة من اللغة الآرامية. أما الكلدان، فيقارب عددهم بين سبعة إلى عشرة آلاف نسمة. يقطنون المناطق المحاذية للحدود السورية - العراقيـة في تركيا ولا سيما في ماردين وضواحيها (مدينة ايديل وسيلوبي) وفي منطقة هكاريّ (مدينة اولوديري وبيت الشباب) وفي سعرت (مدينة برفاري وشيرناك). كذلك يوجد البعض منهم في ديار بكر ومديات وإسطنبول، يتحدثون اللغة الكلدانية ويتبعون الكنيسة الكلدانية الكاثوليكية، فيما توجد مطرانيتهم في ديار بكر وبطريركهم الأكبر في الموصل في العراق. في عام 2013 بلغ عدد أتباع الكنيسة الكلدانية الكاثوليكية 7,640 عضو، لكن بسبب تدفق اللاجئين من سوريا والعراق إلى تركيا، ازداد أعداد أتباع الكنيسة الكلدانية في تركيا ليصل إلى حوالي 48,594 شخص عام 2016.
تعتبر قرية غزنخ في بيت الشباب هي القرية الوحيدة في الجزء التركي من هكاري التي لا تزال تتمتع بوجود آشوري من أتباع كنيسة المشرق الآشورية حتى الآن لأن السكان الأصليين هناك لم يُجبروا على الخروج من قريتهم في عامي 1915 أو في مايو من عام 1924، كما وبقوا هناك حتى النزاع بين الجيش التركي والمتمردين من حزب العمال الكردستاني في عام 1988. وحاليًا، يوجد حوالي 50 آشورياً يعيشون في غزنخ، مع عودة الكثير للبلدة لقضاء إجازاتهم هناك في أشهر الصيف. يوجد في القرية كهرباء وخطوط هاتف ومياه جارية ويمكن الوصول إليها عن طريق طريق ترابي غير مغلق.

## معرض الصور

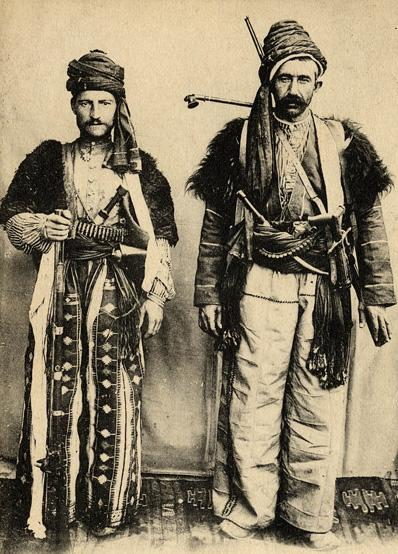
صورة لكلدان كاثوليك من ماردين، تعود إلى القرن التاسع عشر
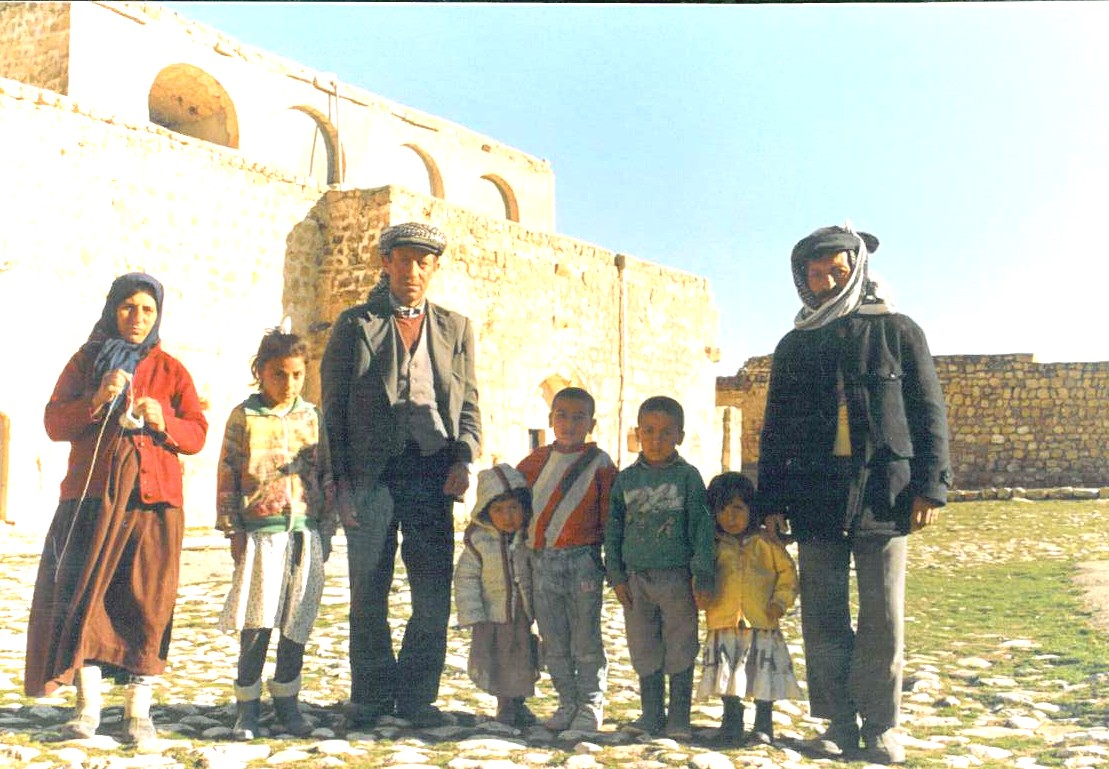
صورة تاريخية لأسرة كلدانية من مديات
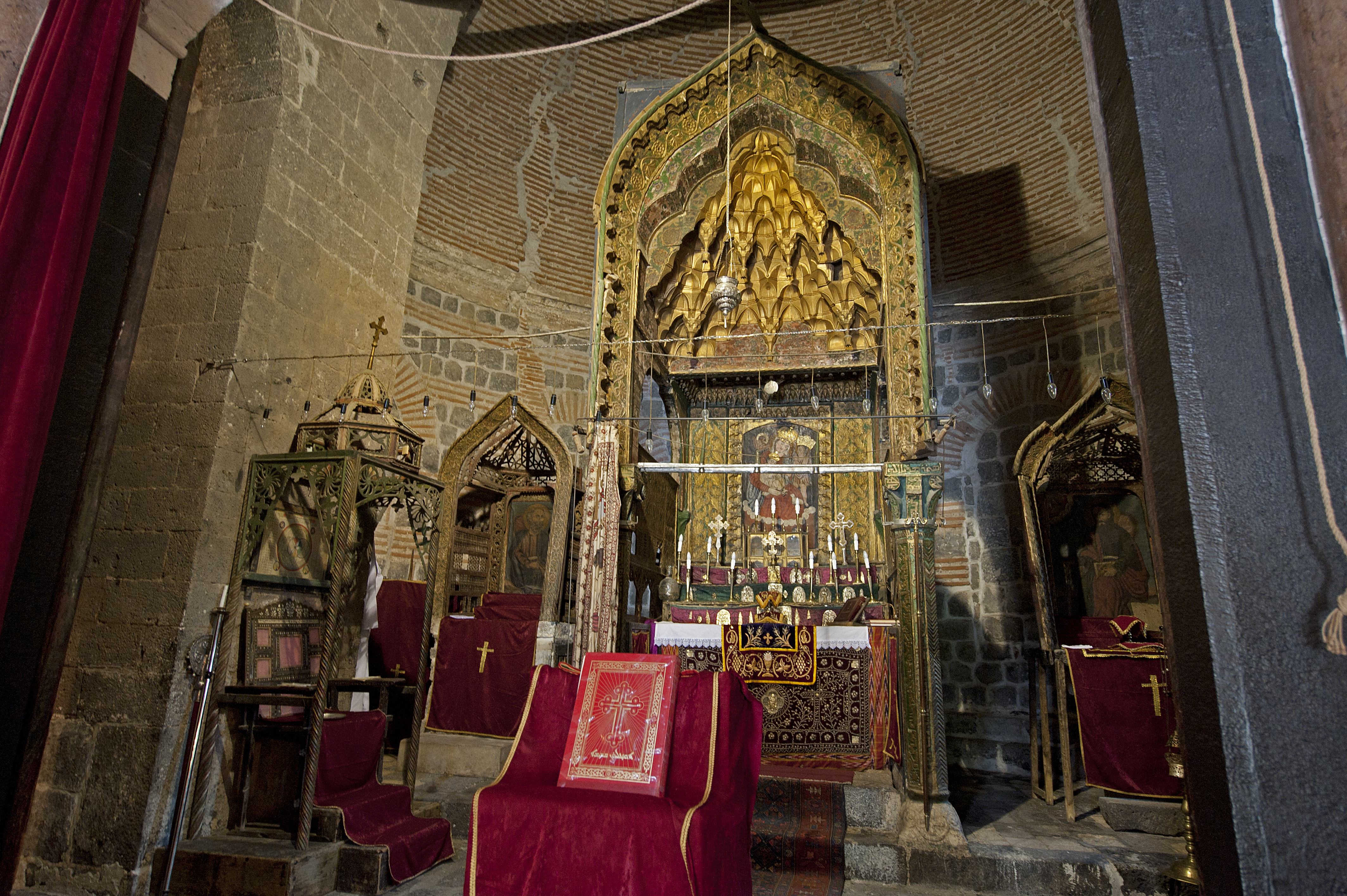
داخل كنيسة القديسة مريم السريانية في مدينة ديار بكر
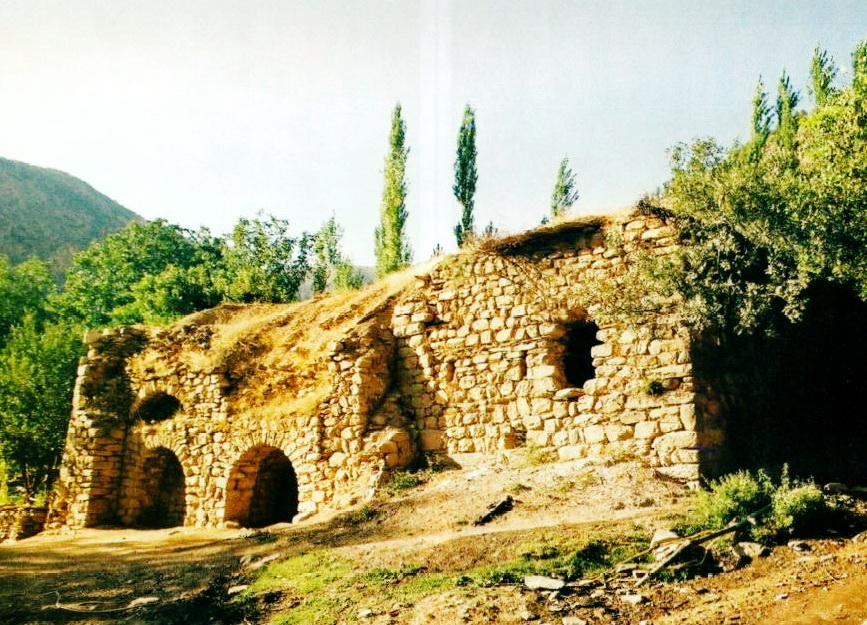
آثار كنيسة يوحنا العربي الآشورية النسطورية في محافظة شرناق
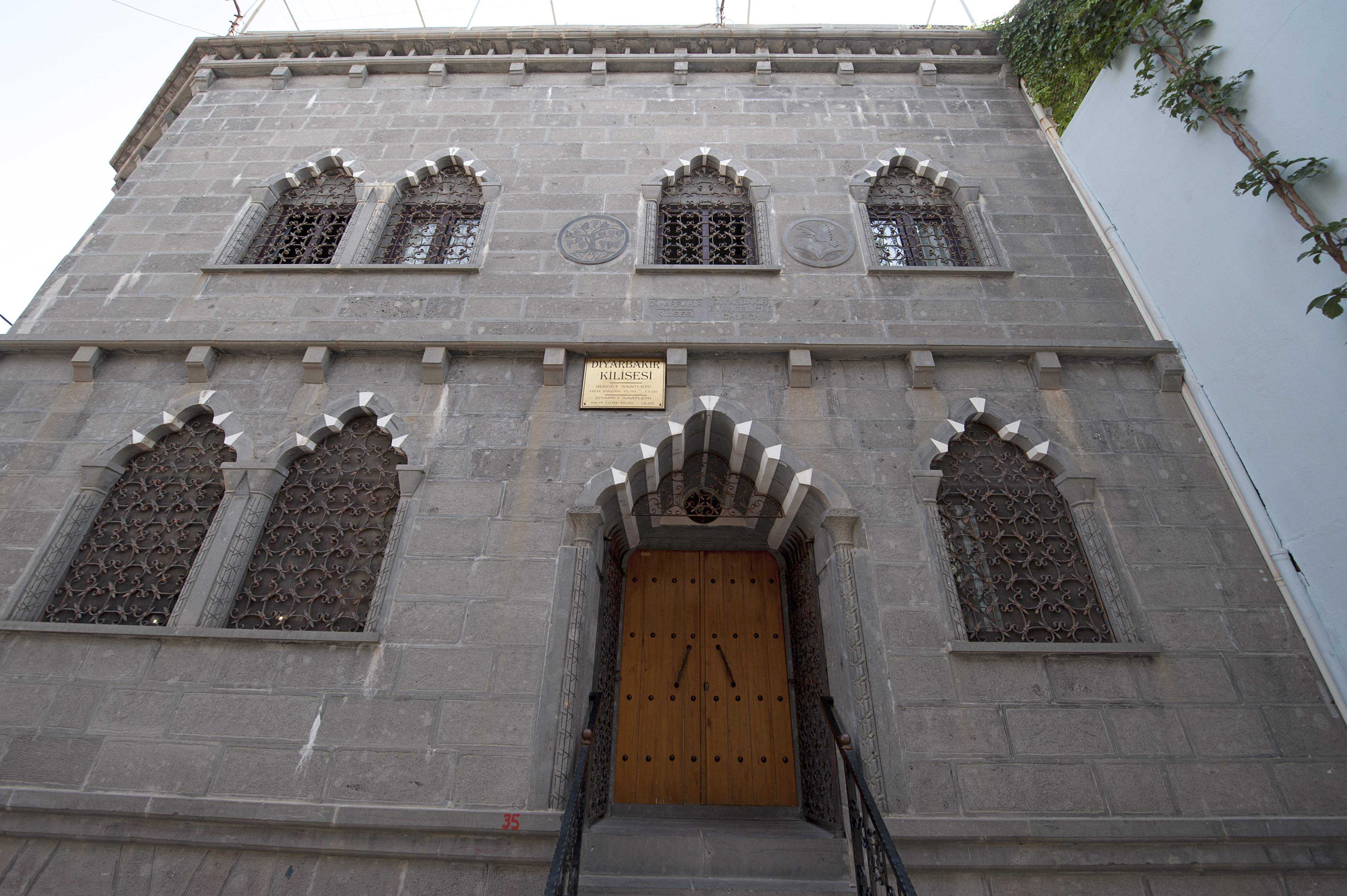
الكنيسة السريانية الإنجيلية في مدينة ديار بكر
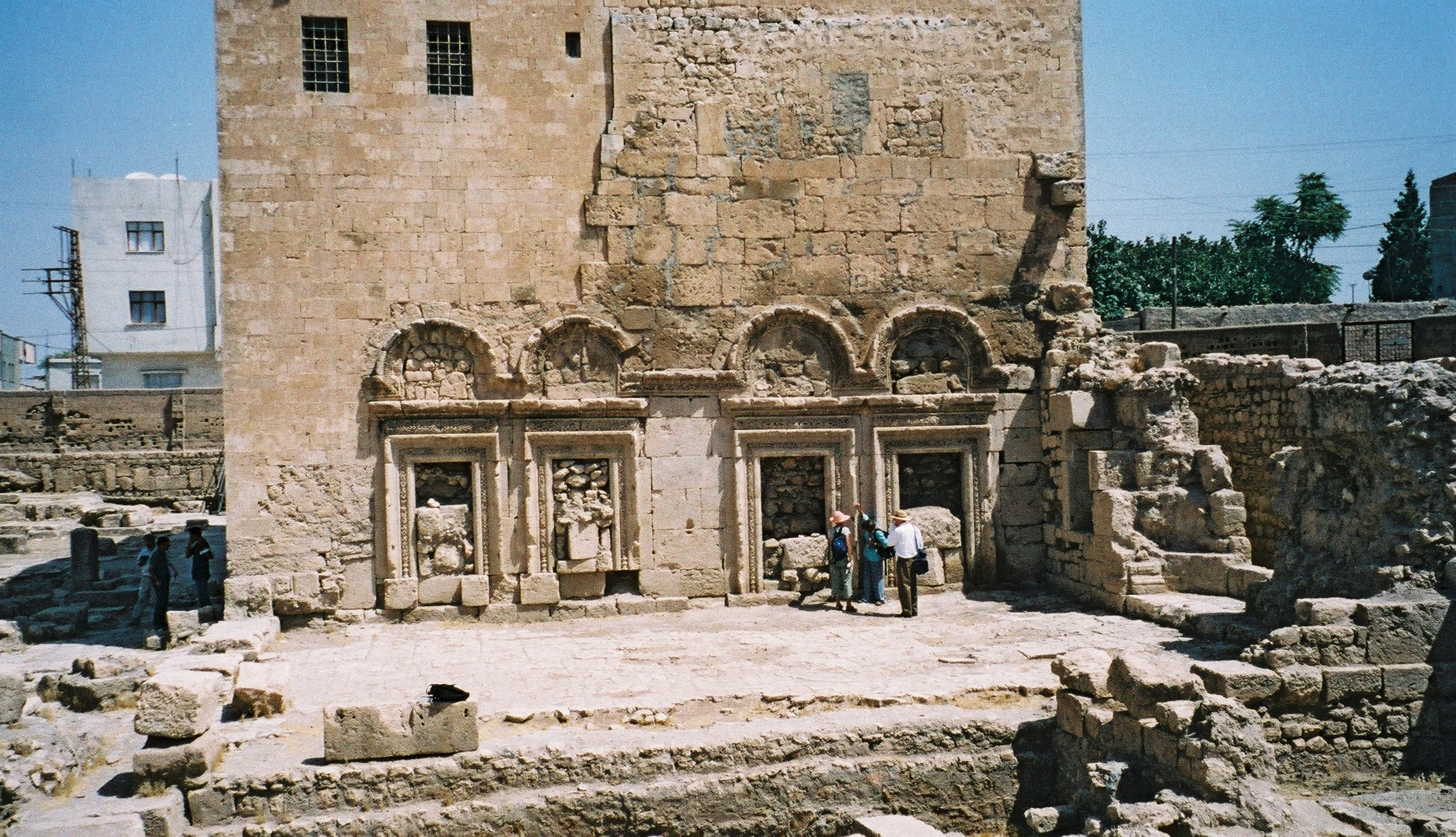
كنيسة مار يعقوب في مدينة نصيبين
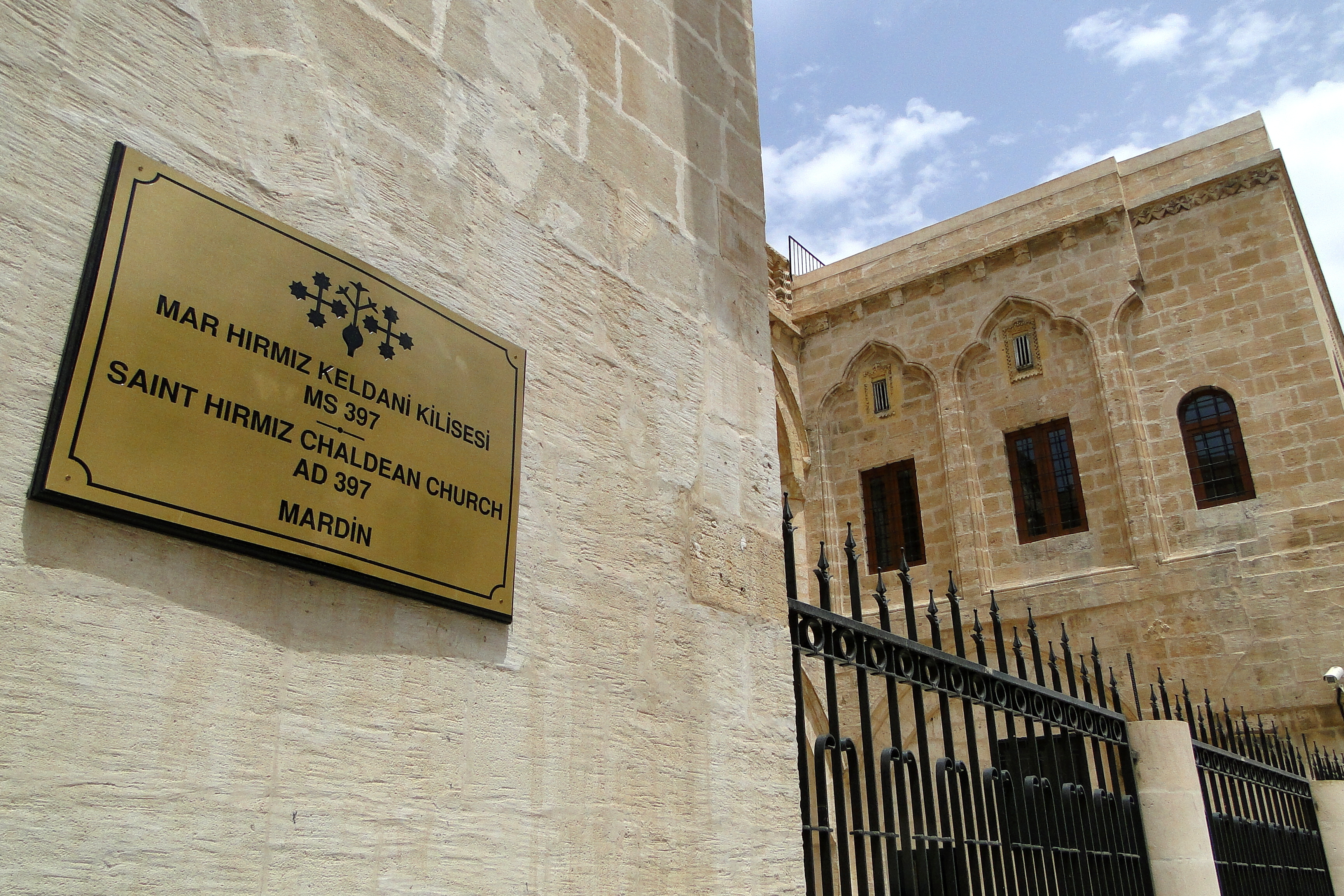
كنيسة القديس هرمز الكلدانية في مرسين
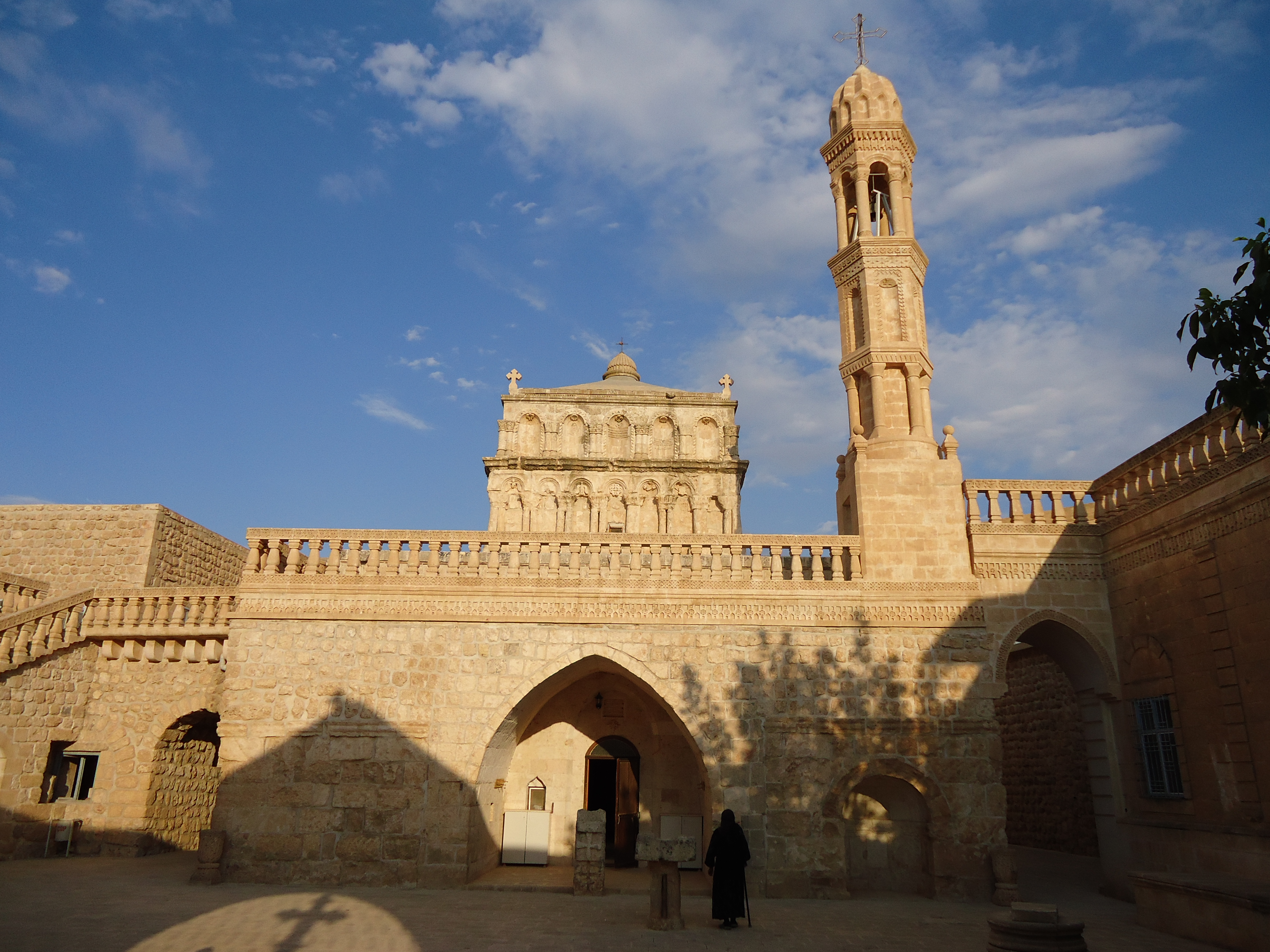
كنيسة مريم العذراء السريانيّة الأرثوذكسيّة في مديات
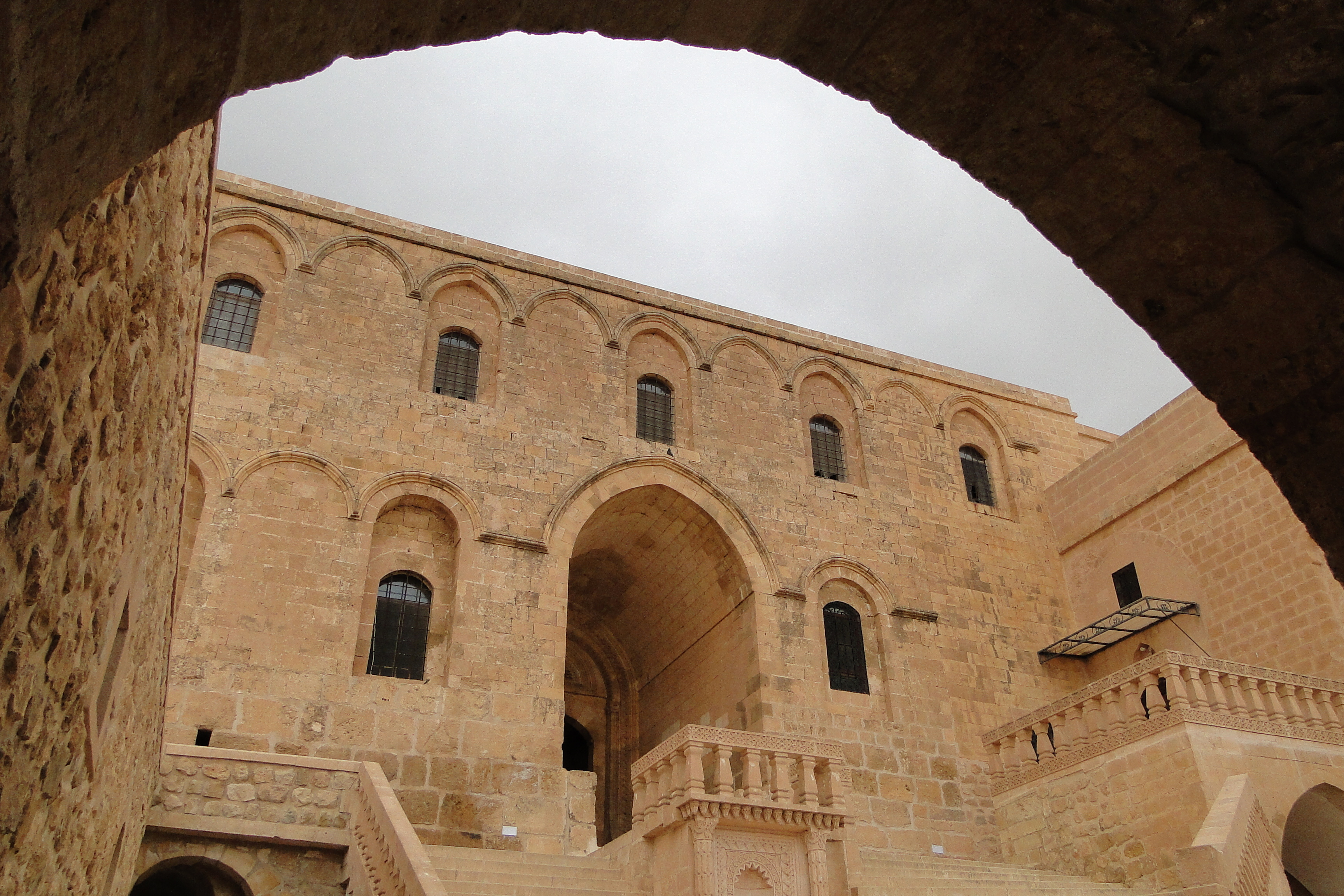
دير الزعفران في ماردين
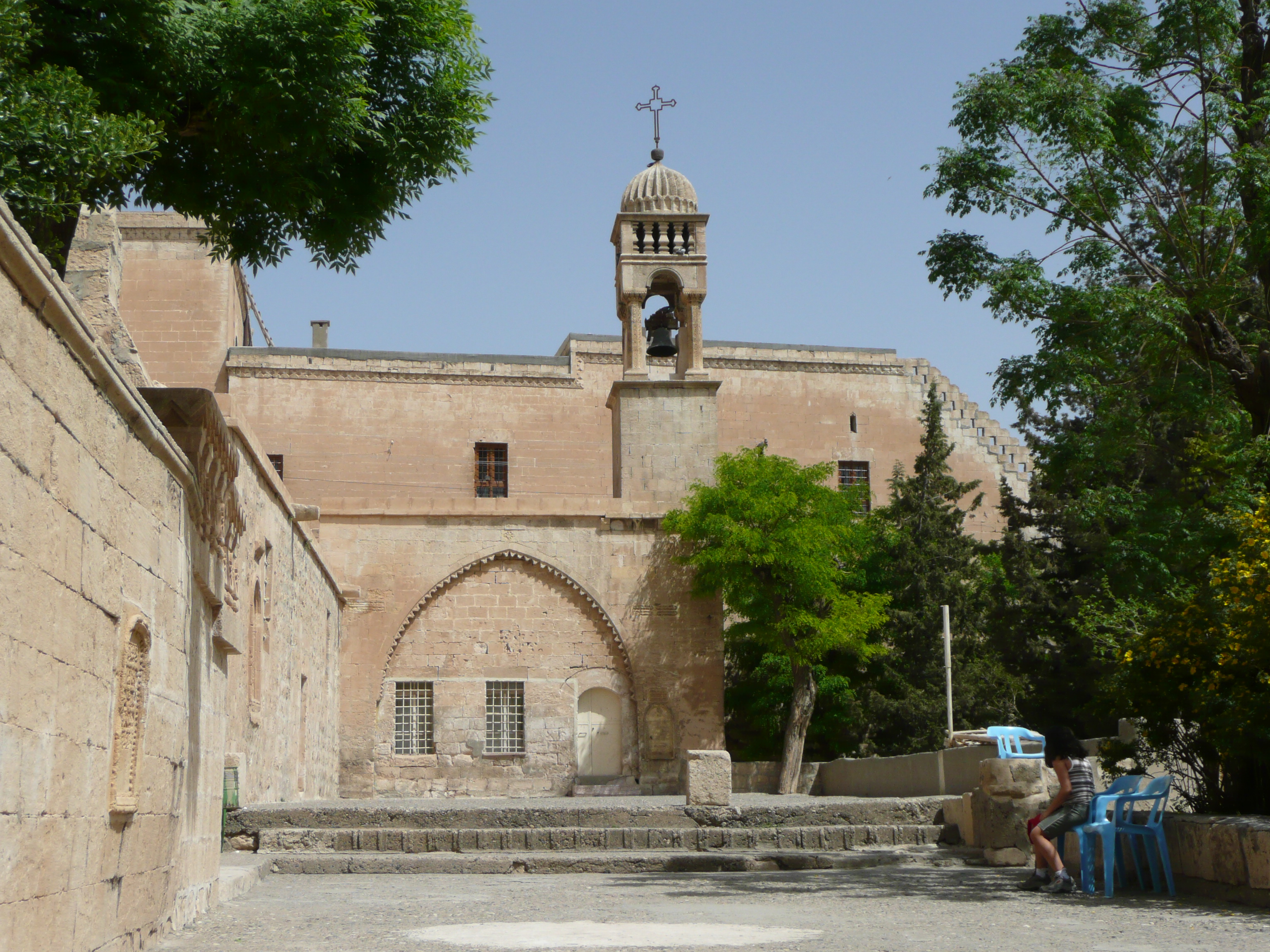
كنيسة مار بهنم السريانية في ماردين